# إدوارد شيفردنادزه
إدوارد شيفردنادزه (25 يناير 1928 - 7 يوليو 2014)، رئيس جورجيا من عام 1995 حتى استقالته في 23 نوفمبر 2003 كنتيجة لثورةِ الزهور. قبل توليه الرئاسة كان يعمل مع ميخائيل غورباتشوف كوزير خارجية الاتحاد السوفيتي وذلك من عام 1985 إلى عام 1990.
مهاراته السياسية أكسبته لقب الثعلب الأبيض، بينما شركاء تفاوضه السابقون الأمريكان، الرئيس الأمريكي جورج بوش ووزير الخارجية جيمس بيكر، فضلوا على ما يقال أَنْ يَستعملَ "Shevvy".
و قد أعلنت وزارة الخارجية الجورجية، عن وفاته عن عمر يناهز 87 عاما في 7 يوليو 2014.

## عائلته
كَانَ والده معلما فقيراَ جداً؛ ولديه أخت وثلاثة إخوةِ، قُتِل أحدهم في الحرب العالمية الثانية عام 1937.
اعتقل والده أثناء حملةِ التطهير العظيمةِ، عند انفصال المنشفية عن البلشفية في منتصف العشريناتِ، وقد تم إطلاق سراحه بسبب توسط أحد ضباط الـ «المفوضية الشعبية للشؤون الداخلية» من الذين كانوا من طلابه.
تَزوّجَ شيفر نادزه من «نانولي تساغاريشفيلي» وقد كان التخوف من قبل أهله وأصدقائه من هذه الزيجة من أن تسبب له المتاعب لكون (والدها كَانَ قَدْ أُعدمَ ك«عدو للشعب»)؛ ماتتْ نانولي في 20 أكتوبر/تشرين الأول 2004.

## حياته السياسية
انضمَّ إلى الحزب الشيوعي للاتحاد السوفيتي في 1948. بعد سنتين أصبح رئيس اتحاد الشباب الشيوعي، وظل يرتفع من خلال الرُتَب إلى أَنْ أصبحَ عضو مجلس السوفيت الأعلى في جورجيَا عام 1959.
عُيّنَ الوزيرَ الجورجيَ لحفظ النظام العامِ في عام 1965، وأصبحَ بعد ذلك الوزيرَ الجورجيَ للشؤون الداخلية مِنْ 1968 إلى 1972 وبرتبةِ جنرال في الشرطة. عُيّنَ السكرتير العام للحزب الشيوعي الجورجيِ مِن قِبل الكرملين ووكلت له مهمّةِ قَمْع رأسماليةِ السوق السوداءِ والرماديةِ التي كَانَت تنْمو وتشكل تحدياً للشيوعية في الاتحاد السوفيتي آنذاك.
أجبرت فضيحة فسادِ في عام 1972 «فاسيلي مزافاندازه» السكرتير الأول للحزب الشيوعي الجورجي على الاستقالة. سقوطه لَرُبَما عُجّلَ مِن قِبل شيفرنادزه، الذي كَانَ المرشّح البديل وعُيّنَ حسب الأصول وعلى جناح السرعة. أثناء عمله كسكرتير أول، واصلَ مُهَاجَمَة الفسادِ وتَعاملَ بِحزم مَع المنشقّين. وفي عام 1977 وكجزء مِنْ تفتيش في كافة أنحاء اتحاد سوفيتي ضدّ نشطاءِ حقوقِ الإنسان، قامت حكومته بسَجن عدد مِنْ المنشقّين الجورجيينِ البارزينِ على أساس القيام بنشاطات معادية للسوفيتية. وكان من ضمن هؤلاء المنشقّين البارزينَ «ميراب كوتافا» و«زفياد جامساخورديا» (الذي أصبح فيما بعد أول رئيس جمهوريةَ مُنتخبَ ديموقراطياً في جمهورية جورجيا).. ومن ناحية أخرى استطاع أن يكسب تنازلا ليس له مثيل من قبل السلطات المركزية السوفيتية عام 1978 بالاعتراف الدستوري باللغة الجورجية.
تشدّد شيفرنادزه بالقضاء على الفسادِ جذب انتباهَ السلطات السوفيتية سريعاً. فإنضمَّ إلى اللجنةِ المركزيةِ للحزب الشيوعي السوفيتيِ عام 1976، وفي عام 1978 رَقّى إلى رتبةِ المرشّحِ (غير مصوّت) عضو للمكتب السياسي في الحِزب الشيوعي السوفيتي.. َقى غامضَ جداً لعدة سَنَواتِ، بالرغم من أنّه عرف بسمعة التقشّفِ الشخصيِ، حيث كان يَتجنّبُ بهارجَ المكتبِ الفخم ويُسافرُ للعَمَل بالنقلِ العامِّ بدلاً مِنْ إسْتِعْمال سياراتِ الليموزين التي زوّدَ بها أعضاء المكتب السياسي للحزب..
جاءتْ فرصته في عام 1985 عندما غادر وزيرِ الشؤون الخارجية السوفيتيِ المخضرمِ، أندري غروميكو منصبه إلى موقع أكبر هو (رئيس اللجنة التنفيذية لمجلس السوفيت الأعلى).
فقام السكرتير العام للحزب الشيوعي السوفيتي ميخائيل غورباتشوف بتعَيين ادوارد شيفرنادزه كوزيراً للشؤون الخارجية. بعد ذلك لَعبَ دور رئيسي في السلامِ الذي ظهر نهايةَ الحرب الباردة. وسَاعَد على إبتِكار ما يسمّى بـ«مبدأ سيناترا» الذي سمح للأقمار الصناعية التابعة للاتحاد السوفيتي وأوروبا الشرقيةِ أن تشق طريقها بدلاً مِنْ محاولات إعاقتها بالقوّة من قبل الولايات المتحدة وخصوم الاتحاد السوفيتي الآخرين، عندما بدأت الثورات الديمقراطية بإكتِساح أوروبا الشرقية، رَفضَ شيفرنادزه التماسَ الزعماءِ الشيوعيينِ في أوروبا الشرقية للتدخّلِ السوفيتي وساعد ذلك (في الغالب) على تغيير ديمقراطي سلمي في المنطقةِ. حيث أجاب هولاء الزعماء المتشدّدين «لقد حان الوقت لإدْراك أنه لا اشتراكيةَ، ولا صداقةُ، ولا احترامُ ولا حسنُ جوار جيدُ، يُمْكِنُ أَنْ يُنتَجَ بالحراب أو الدباباتِ أَو الدم.»
على أية حال، اعتداله كان ينظر من بَعْض الشيوعيين الوطنيين الروسَ كخيانة وأكسبتْه خصومةَ طويلة المدى مع مراكز القوى في موسكو.
أثناء أواخر الثمانيناتِ، كان الاتحاد السوفيتي قد انحدر إلى الأزمةِ، أصبح الوضع جَافياً على نحو متزايد بين غورباتشوف وشيفر نادزه بسبب الخلافاتِ السياسةِ. كافح غورباتشوف على إبْقاء الحكومة الاشتراكية ووحدة الاتحاد السوفيتي، بينما دعا شيفرنادزه إلى التحرر السياسي والاقتصادي. استقالَ في ديسمبر/كانون الأولِ 1990 احتجاجاً ضدّ سياساتِ غورباتشوف، وقام بتَسليم تحذيراً مثيراً إلى البرلمانِ السوفيتيِ جاء فيه «المصلحين ذَهبوا واختفوا في الغاباتِ. الدكتاتورية آتية.» وبعد شهور قليلة، أُدركتْ مخاوفه جزئياً عندما قام انقلابَ فاشلَ مِن قِبل مجموعة من المتشدّدين الشيوعيينِ وعجّل ذلك بانهيار الاتحاد السوفيتي. عادَ شيفرنادزه سريعاً كوزيراً للخارجية السوفيتية في نوفمبر/تشرين الثّاني 1991، لكنه استقالَ مَع غورباتشوف في الشهر التالي عندما إنحل الاتحاد السوفيتي رسمياً.
في عام 1991 عُمّدَ شيفرنادزه إلى الكنيسة الأرثذوكسيةِ الجورجية.

## رئيس جورجيا
تعتبر جورجيا جمهورية حديثة الاستقلال، أول رئيس منتخب فيها بعد الأنفصال عن الاتحاد السوفيتي كان زعيم الحركة القومية «زفياد غامسخورديا» وهو أيضاً عالم وكاتب مشهور، كان قَدْ سُجِن على يد حكومةِ شيفرنادزه السوفيتية في أواخر السبعيناتِ. انتهى حُكُمُ غامسخورديا فجأة في يناير/كانون الثّاني 1992 عندما خُلِعَ في انقلاب دموي وأجبرَ على الهُرُوب إلى الجمهوريةِ الشيشانيةِ المُجَأوَرَة لروسيا. عُيّنَ شيفرنادزه رئيسَاً بالوكالةَ لمجلسِ الرئاسة الجورجيِ في مارس/آذار 1992. وفي نوفمبر/تشرين الثّاني 1995 أعيدت الانتخابات في جورجيا وفاز شيفرنادزة بنسبة 70 % من الأصواتِ. وفي أبريل/نيسانِ 2000 أعيد انتخابه لفترة ثانية ولكن أتهم هذه المرة بتزوير أصوات الناخبين.
عمل شيفرنادزه كرئيساً لجورجيا كَانَ من بعض النواحي أكبر تحدياً مِنْ مهنتِه السابقةِ كوزير خارجية للإتحاد السوفيتي. وواجهَ العديد مِنْ الأعداء، البعض منهم من الذين يَتذكرونَ حملاتِه ضدّ الفسادِ والقوميةِ في زمن الاتحاد السوفيتي. اندلعتْ الحرب الأهلية في غرب جورجيا عام 1993 بين أنصار «غامسخورديا» و«شيفرنادزه» لكنها أنتهت بفعل بالتدخّلِ الروسيِ إلى جانب شيفرنادزه وموت رئيس جورجيا السابقِ غامسخورديا في 31 ديسمبر/كانون الأول 1993.
تعرض شيفرنادزه إلى محاولتي أغتيال في أغسطس/آبِ 1995 وفبراير/شباطِ 1998 وقد وجهت أصابع الاتهام إلى بقايا حزبِ غامسخورديا.. وواجهَ حركات انفصاليةَ أيضاً في أقليم أبخازيا وإقليم أوسيتيا الجنوبية أدت إلى مقتل 10,000 شخص تقريباً، بالإضافة إلى قيام حكمِ ذاتي مستقل بشكل قاطع في أقليم أجاريا.
سبّبتْ الحرب الروسيةِ في الشيشان على حدودِ جورجيا الشمالية خِلاف كبيرَ بين جورجيا وروسيا، حيث إتّهمَ شيفرنادزه بإيواء الفدائيين الشيشانيينِ ودعم الانفصاليين الجورجيينِ في عمليات الانتقامِ. الخلاف الآخر كَانَ سببه علاقة شيفرنادزه الوثيقةِ بالولايات المتّحدةِ، التي رأته كموازنة بالنسبة إلى التأثيرِ الروسيِ في منطقة القوقاز الإستراتيجية. تحت إدارةِ شيفرنادزه المؤيّدة للغرب بقوة، جورجيا أصبحتْ كحليف رئيسي للولايات المتحدة وتتلقى المساعدات العسكرية من الغرب، ووَقَّعت شراكة إستراتيجية بمنظمة حلف شمال الأطلسي «الحلف الأطلسي» وأعلنتْ عن طموحها للإِنْضِمام إلى منظمة حلف شمال الأطلسي والاتحاد الأوربي. وربما كان انجازه الدبلوماسي الأعظم كَانَ ضمان الحصول على 3 مليارات دولار من أجل مشروع بِناء خط أنابيب لنقل النفط مِنْ آذربيجان إلى تركيا عن طريق جورجيا.
على أية حالة في نفس الوقت، عَانتْ جورجيا بشكل كبير مِنْ تأثيراتِ الجريمة والفسادِ المنتشرِ، والتي كانت ترتكبَ في أغلب الأحيان مِن قِبل المسؤولين والسياسيين القريب من شيفرنادزه ومن مُستشارو شيفرنادزه المقربين والبعض من أفراد عائلته من الذي أصبحوا كقوة أقتصادية هائلة، وقد خمن المراقبين على سيطرت المقربين من سلطة شيفرنادزه على 70% من مقدرات جورجيا الاقتصادية (زوجته كانت تكتب لإحدى أكبر الصُحُفِ في البلادِ، وإبنته كَانتْ تدير إستوديو لصناعة افلام التلفزيون وزوجِها قام بتأسيسس واحدة من شبكاتِ الهواتف الرئيسيةِ في جورجيا وبتمويل أمريكيِ). بينما شيفرنادزه نفسه لم يكن أستغلالياً بشكل واضح، ولكنه إتّهمَ مِن قِبل العديد مِنْ الجورجيين بحِماية المؤيدين الفاسدينِ ويَستغلُ السلطاتَ من أجل تحقيق مصالحه الشخصية وتقوية مركزه..
اكتسبتْ جورجيا سمعةً لايحسد عليهاَ كأحد أكثر بلدانَ العالمَ فساداً. وأخيرا، حتى أنصاره من الأمريكان تَعبوا مِنْ صب المالِ في حفرة مظلمةِ.

## سقوطه السياسي
في 2 نوفمبر/تشرين الثاني 2003، نظمت جورجيا الانتخابات البرلمانية التي شجبت على نحو واسع وأتهمت بأنها غير عادلة من قبل مراقبي الإنتخابِ الدوليينِ، وكذلك من قبل الأمم المتحدة والحكومة الأمريكية. وأثارتْ النتيجةُ غضباً شديداً بين العديد مِنْ الجورجيين، أدت ألى المظاهراتِ الجماعيةِ في العاصمة تبليسي وغيرها من المدن. حيث اقتحمَ المحتجّونُ مبنى البرلمان في 21 نوفمبر/تشرين الثاني في الجلسة الأولى للبرلمانِ الجديدِ، مما أجبر الرّئيسَ شيفرنادزه على الهُرُوب مَع حرّاسِه. وأعلنتَ فيما بعد حالة الطوارئ في البلاد وأصرَّ شيفرنادزه على عدم الأستقالة.
على الرغم مِنْ نَمُو حالة التَوَتّرِ، فقد ذَكرَ كلا الجانبينَ عن رغبتِهم علناً لتَفادي أيّ عنف، وصرح فيما بعد «نينو بوريانادزي» الناطق باسم البرلمانِ الجورجيِ بأن البرلمان سيقوم بأعمال الرئيس حتى تحل مشكلة الرئاسة. ولكن زعيم معارضةِ ميخائيل ساكاشفيلي ذَكرَ بأنه سوف يَضْمنُ سلامة الرئيس شيفرنادزه ويَدْعمُ عودتَه أن أعطى الرّئيس وَعدَ بدَعوة انتخابات رئاسية مبكّرة.
في 23 نوفمبر/تشرين الثاني 23 اجتمعَ شيفرنادزه بزعماءِ المعارضةَ «ميخائيل شكاسفيلي» و«زوراب جفانيا» لمُنَاقَشَة الحالةِ، في اجتماع رتّبَ مِن قِبل وزيرِ الخارجية الروسيِ «إيغور إيفانوف». وبعد هذا الاجتماع أعلنَ الرئيسَ استقالتِه من منصبه رغبةً منه لتَفادي أي صراع دامي على السلطةَ قائلاً «كُلّ هذا يُمْكِنُ أَنْ ينتهي بسلام وليس هناك إراقة دماء ولا إصاباتَ». على أية حال، كان ذلك بعد أن رفضَت القوات المسلحةِ من التدخل لفَرْض مرسومِه الطارئِ وكَان هذا السببَ الرئيسيَ مِنْ الاستقالة. وإدّعى في اليوم التالي بإِنَّهُ كَانَ قَدْ هيّأَ نفسه للتنازُل منذ صباحِ اليوم الماضي لكنه مُنِعَ مِنْ عَمَل ذلك من قبل حاشيتِه.
بالرغم من أنّه ليس من الثابت من أن القوى الخارجية قد لَعبتْ دور في إسْقاط شيفرنادزه، لكنه ظَهرَ فيما بعد ذلك بقليل من أن كلٍ من روسيا والولايات المتّحدة كان لهما دوراً بارزاً. حيث كان وزير الخارجية الأمريكي «كولن باول» على إتصالٍ مستمر مَع شفيرنادزه أثناء أزمةِ ما بَعْدَ الانتخابَات، يَدْفعُه حسب ما يقال على التَنَازُل بسلام. وطارَ وزيرُ الخارجية الروسيُ إيغور إيفانوف إلى تبليسي لزيَاْرَة زعماءِ المعارضةِ الرئيسيينِ الثلاثة إلى جانب شيفرنادزه، ورتّب فيما بعد اجتماعاً بين زوراب وشكاسفيلي مع شيفر نادزه في 23 نوفمبر/تشرين الثاني. ثمّ سافرَ إيفانوف إلى «أجاريا» وهي منطقة ذات حكم ذاتي للاستشاراتِ مَع زعيمها «أصلان اباشيدزي» الذي كَانَ موالياً لشيفرنادزه.
دَفعَ إبعادُ شفيرنادزه بعشراتِ آلاف الجورجيين ألى إحتفالات جماعية بالشرب والرقص في الشوارعِ من الذين تجمعوا في شوارع تبليسي وفي ميدان الحرية. لقّبَ المحتجّون حركتهم بـ«ثورة الزهور»، مقارنة بالإسقاط السلميَ للحكومةِ الشيوعيةِ في تشيكوسلوفاكيا عام 1989 والتي سميت بـ«الثورة المخملية». وقارن المراقبونُ بين سقوط الرئيس الجورجي إدوارد شيفرنادزه وسقوطِ الرّئيسِ اليوغوسلافي سلوبودان ميلوسيفيتش في عام 2000 الذي أُجبرَ أيضاً على الاستقالة بالإحتجاجاتِ الجماعيةِ. مما دعى بالمعارضة الجورجية بالإتصال مع المعارضة اليوغسلافية
للإستفادة من خبرتها في إسقاط ميلوسيفتش حيث نصحهم «جورج سورو» زعيم المعارضة في يوغسلافيا بالتعبئة الشعبية ضد «إدوارد شيفرنادزه».
عرضت الحكومةُ الألمانيةُ اللجوء السياسي لشيفرنادزه في ألمانيا، حيث أنَّه كان ما زالَ مُحترمَ جداً هناك لدورِه كأحد الداعمين الأساسيين في الاتحاد السوفيتي السابق لإعادةِ توحيد الألمانيتين في عام1990. وكان قد علم بأنّ عائلته اشترتْ فيلا في منتجع مدينة "بادن بادن". وفي لقاء له مع التلفزيون الألماني في 24 نوفمبر/تشرين الثاني صرح شيفرنادزه قائلاً: (بالرغم من أنّني ممتن جداً للدعوةِ مِنْ قبل الجانبِ الألمانيِ، إلا أنني أَحبُّ بلدي كثيراً ولَنْ أَتْركَه أبداً." وبَدأَ بعد ذلك بكِتابَة مذكراتِه بعد تقاعدِه المفروض عليه.

## ميراث شيفرنادزه
مهنة شيفرنادزه السياسية مليئة بالتناقضاتِ. فبالرغم من كونه أحد رموز النظامِ السوفيتيِ إلا أنه لَعبَ دوراً بارزاً في تَفكيك ذلك النظامِ. وبَنى سمعتَه من خلال حربه ضد الفسادِ السياسيِ، لكنه عرف بفساده عندما أستغل السلطة لتَقْوِية موقعِه الخاصِ. حصل على سمعة عالمية كوزير الخارجية الأكثر تحرّراً في تأريخِ الاتحاد السوفيتي، لكن لم يكن قريباً من شعبه في بلدِه جورجيا. نَجحَ في الإبْقاء على سلامة الأراضي جورجيا تجاه النزعات الانفصالية القويةِ، لكن كَانَ غير قادر على إعادة سلطةِ حكومتِه في المناطقِ الكبيرةِ مِنْ البلادِ. ساعدَ في تَأسيس مجتمع مدني فعّال في جورجيا، لكن لَجأَ إلى تزوير الانتخابات لإبْقاء على نفسه كرئيساً للبلاد.
عندما إنضمَّ شيفرنادزه إلى المجلسِ الرسميِ الجورجيِ في 1992 على أثرِ الانقلابِ الفوضويِ ضدّ «زفياد غامسخورديا» قدّمَ نفسه كأفضل مرشّحِ لقيادة جورجيا خلال فترة نهوضها كأمة مستقلة. وبمرور الوقت، أصبحَ مقتنعاً بأنّ «جورجيا هو، وهو جورجيا» مما يُبرّرُ استعمالَه الوسائلِ العديمة الضميرِ في الاعتقادِ بأن جورجيا لا تَستطيعُ أَنْ تَبْقى بدونه.. سقوطه كانَ فاتحة لفترةَ التخبط في السياسةِ. وهنالك سمة إيجابية في نظر العديد مِنْ المراقبين والتي هي أنّ تحت قيادته تم تأسيس مجتمع مدني نشيط أسس بصورة جيدة ومن المحتمل أنه سَيَكُونُ قادر على مُوَاجَهَة التحديات بصورة أفضل مِما كَانَ عليه في أوائل التسعينيات.
يَبْدو محتملَ، مع ذلك، بأنّه سَيَتذكّرُ جيداً لتحريرِه أوروبا الشرقية من العشر سنوات كرئيساً لجورجيا.
نَشرَ شيفرنادزه مذكراته في مايو/مايسِ 2006 تحت عنوانِ pikri tsarsulsa da momavalze، أَو ' أفكار حول الماضي والمستقبلِ '.و توفي في تبليسي في 7 يوليو 2014 , عن عمر ناهز 87 عاما .

## وصلات خارجية والمزيد
- BBC profile
- Foes of Georgian Leader Storm Into Parliament Building by Seth Mydans, from the New York Times Web Site.
- Georgian Interior Minister Vows to Enforce State of Emergency on the Voice of America News Web Site.
- People power forces Georgia leader out from بي بي سي News online.
- MacKinnon, Mark. Georgia revolt carried mark of Soros. Globe and Mail, 26 November 2003.
- Russians in Baden-Baden

## روابط خارجية
- إدوارد شيفردنادزه على موقع IMDb (الإنجليزية)
- إدوارد شيفردنادزه على موقع الموسوعة البريطانية (الإنجليزية)
- إدوارد شيفردنادزه على موقع مونزينجر (الألمانية)
- إدوارد شيفردنادزه على موقع ميوزك برينز (الإنجليزية)
- إدوارد شيفردنادزه على موقع إن إن دي بي (الإنجليزية)
- إدوارد شيفردنادزه على موقع ديسكوغز (الإنجليزية)
- إدوارد شيفردنادزه على موقع قاعدة بيانات الفيلم (الإنجليزية)
- إدوارد شيفردنادزه على موقع أوليمبيديا (الإنجليزية)